# エフゲニー・クイヴァシェフ
エフゲニー・ウラジーミロヴィチ・クイヴァシェフ（ロシア語: Евге́ний Влади́мирович Ку́йвашев、ラテン文字転写の例：Yevgeniy Vladimirovich Kuyvashev、1971年3月16日 - ）は、ロシアの歯科医、法律家、政治家。2012年5月から2025年3月までの約13年、スヴェルドロフスク州知事（第3代）を務めた。ロシア共和国チュメニ州ハンティ・マンシ民族管区ルゴフスク村出身。

## 経歴・人物
高校卒業後、企業合同（トラスト）「スルグートレムストロイ」で整備士として勤務する。その後、兵役に就く。
兵役を終えた後、1991年スルグート技術運輸局で体育メソッド講師として勤務する。同年ヴォルジ・ソルダトフ名称トボリスク医科大学に学び、1993年卒業。矯正歯科医の免許を取得する。
卒業後は、ハンティ・マンシ自治管区のネフチェユガンスク地区ポイコフスク村で歯科技工士を皮切りに、アフガニスタン退役軍人同盟商務副所長、コンクリート機械工、高山登山家の案内などをして働いた。
1997年ポイコフスク村行政府（村役場）勤務し、エドゥアルド・フダイナロフ村長の補佐になる。村長代理を経て、2000年フダイナロフが大統領府に移ると、クイヴァシェフも移った。1999年モスクワ連邦国境サービス軍事大学を卒業し、法学の学位を取得する。卒業後は行政職の傍ら、チュメニ大学ポイコフスク分校で法理論と市民法の講座を担当した。
2002年米エール大学を修了してマネージメントに関する学位を取得したと伝えるメディアもあるが、一方で、経歴には不詳なところがあり、クイヴァシェフ自身はエール大で聴講したものの論文は提出しておらず、学位は習得していないと述べている。
2004年から2005年までモスクワで次席執行官補佐人を務める。
2005年11月30日、トボリスク市議会は全会一致でトボリスク行政長官就任を承認した。
2007年6月14日、チュメニ市長のセルゲイ・スメタニュクの辞職に伴い、7月5日後任のチュメニ市行政長官に承認された。
2011年1月29日、ウラル連邦管区大統領全権副代表を経て、同年9月6日、ウラル連邦管区大統領全権代表に任命される。9月14日にはロシア連邦安全保障会議のメンバーにも選出された。
2012年5月14日、スヴェルドロフスク州知事代行に任命される。5月24日、プーチン大統領はスヴェルドロフスク州知事としてクイヴァシェフを候補として州議会に提案。5月29日、州議会はクイヴァシェフの州知事就任を承認した。2017年4月17日、プーチン大統領より辞任が承認され、知事代行に指名された。同年9月10日に再び正式な知事に選出。2022年9月11日に執行された知事選挙で65.78％の票を獲得し再選。
2025年3月26日に州知事の辞表を提出。